# Danny Mills
Daniel John "Danny" Mills, född 18 maj 1977 i Norwich, Norfolk, är en engelsk före detta fotbollsspelare. Hans vanligaste position var är högerback, men han kunde även spela som mittback.